# 都城市立御池小学校
都城市立御池小学校（みやこのじょうしりつ みいけしょうがっこう）は、宮崎県都城市御池町にある公立の小学校。
2017年（平成29年）4月から休校となっている。

## 概要
歴史
1955年（昭和30年）に「西岳村立夏尾小学校 御池分校」として創立。1963年（昭和38年）に独立。現校名となったのは1965年（昭和40年）。2025年（令和7年）に創立70周年を迎えた。
校章
1964年（昭和39年）に制定。
校歌

1960年（昭和35年）に制定。作詞は田中為雄、作曲は臼杵通夫による。歌詞は4番まであり、1番の歌詞中に校名の「み池」が登場する。

## 沿革
- 1955年（昭和30年）4月1日 - 「西岳村立夏尾小学校 御池分校」が設置される。
- 1956年（昭和31年）7月15日 - 庄内町と西岳村が合併の上、「荘内町」となる。これにより、「荘内町立夏尾小学校 御池分校」に改称。
- 1960年（昭和35年）9月 - 校歌を制定。
- 1963年（昭和38年）4月1日 - 御池分校が分離の上、「荘内町立御池小学校」として独立。
- 1964年（昭和39年）10月11日 - 校旗および校章を制定。
- 1965年（昭和40年）1月1日 - 都城市との合併により、「都城市立御池小学校」（現校名）に改称。
- 1966年（昭和41年）3月 - 鉄筋コンクリート造2階建ての新校舎が完成。
- 1974年（昭和49年）5月13日 - 創立20周年記念式典を挙行。体育館が完成。
- 1991年（平成3年）3月 - 新校舎が完成。
- 2017年（平成29年）
  - 2月19日 - 休校式を挙行。
  - 3月31日 - 休校となる。

## 交通アクセス
最寄りの鉄道駅
- JR九州 吉都線・えびの高原線 「高原駅」

最寄りの幹線道路
- 国道223号（霧島バードライン）

## 周辺
- 宮崎県御池青少年自然の家
- 校地周辺には多くの牧場がある。
- 高千穂峰